# Lavau (Aube)
Lavau é uma comuna francesa na região administrativa de Grande Leste, no departamento de Aube. Estende-se por uma área de 5,74 km². Em 2010 a comuna tinha 940 habitantes (densidade: 163,8 hab./km²).